# GD Sundy

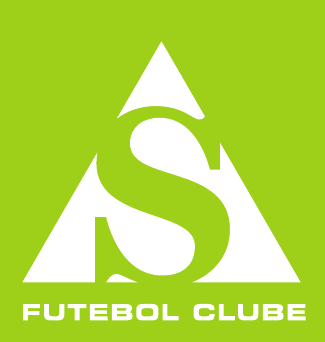
Logo van GD Sundy

GD Sundy is een voetbalclub in Sao Tomé en Principe uit Sundy in het district Pagué, provincie Principe. De club speelt in de eilandcompetitie van Principe, waarvan de kampioen deelneemt aan het voetbalkampioenschap van Sao Tomé en Principe, de eindronde om de landstitel.
Sundy is na GD Os Operários de meest succesvolle club van het eiland Principe met drie eilandkampioenschappen, één algeheel landskampioenschap en eenmaal de nationale beker.
In 2000 werd de nationale finale over twee wedstrijden verloren van Inter Bom-Bom en in 2001 delfden de spelers uit Principe het onderspit tegen Bairros Unidos; wel werd later dat seizoen de beker gewonnen tegen het grote Vitória FC, de beslissende 4–3 werd pas in de laatste minuut gescoord. Vitória nam op 12 mei 2007 revanche door Sundy in de bekerfinale van het seizoen 2006/07 te verslaan.
Op 6 maart 2010 was wederom Vitória de tegenstander van Sundy in een landelijke finale, dit keer om het landskampioenschap. Na 11 minuten spelen in de tweede helft liepen de spelers van Vitória bij een 1–3 achterstand het veld af vanwege onvrede met een aan Sundy toegekende penalty. Na veel consternatie werd Sundy tot winnaar van de wedstrijd en tot landskampioen uitgeroepen.
Zoals alle clubs van Principe, heeft de club geen vrouwenteam.

## Erelijst
Landskampioen2009
Eilandkampioen2000, 2001, 2009
Bekerwinnaar2001
1º de Maio · GD Os Operários · FC Porto Real · Sporting do Príncipe · GD Sundy · União Desportiva Aeroporto, Picão e Belo Monte